# Bocvanska pula
Bocvanska pula je službena valuta u Bocvani, a koristi se i u Zimbabveu. Oznaka valute prema standardu ISO 4217 je BWP.
Riječ pula na jeziku setswani znači "kiša" jer je kiša vrlo rijetka u Bocvani (zbog blizine pustinje Kalahari) te je zbog toga vrlo cijenjena. Pula također znači i "blagoslov" što kiša za bocvanski narod i predstavlja. Stoti dio pule je theba a njeno ime na istom jeziku znači "štit".

## Povijest
Bocvanska pula je uvedena 1976. kao zamjena za postojeći južnoafrički rand. Unatoč 12%-tnoj devalvaciji valute u svibnju 2005., pula je ostala jedna od najjačih valuta u Africi. U Zimbabveu se uz kao neslužbene valute koriste bocvanska pula, južnoafrički rand, euro i američki dolar.

## Novčanice
Bocvanska središnja banka je 1976. uvela u uporabu novčanice u apoenima od 1, 2, 5, 10 i 20 pula. Novčanice od jedne i dvije pule zamijenjene su kovanicama 1991. i 1994. dok su nove novčanice od 50 i 100 pula uvedene 1992. odnosno 1993. Banknota od pet pula je 2000. zamijenjena kovanicom. Stare novčanice od 1, 2 i 5 pula su demonetizirane 1. srpnja 2006. te je odlučeno da mogu biti zamijenjene u središnjoj banci u roku od pet godina.
Nova serija bocvanskih pula uvedena je u uporabu 24. kolovoza 2009.

## Kovanice
1976. godine uvedene su kovanice od 1, 5, 10, 25 i 50 theba te od jedne pule. Kovanice od jedne thebe izrađivane su od aluminija, od pet theba od bronce, a ostale kovanice od mješavine bakra i nikla. Sve kovanice bile su okruglog oblika osim one od jedne pule. 1981. u optjecaj su puštene kovanice od dvije thebe, ali one su ukinute 1985. Kovanice od pet theba su se od 1991. počele proizvoditi od pobrončanog čelika, a preostale kovanice koje su izrađivane od mješavine bakra i nikla zamijenjene su onima od poniklanog čelika.
1994. uvedene su kovanice od dvije pule izrađene od nikal-mesinga, a 1998. došlo je do povlačenja kovanica od jedne i dvije thebe, te su umjesto njih uvedene nove kovanice manjih dimenzija u apoenima od 5, 10, 25 i 50 theba. Bi-metalnih pet pula uvedeno je u platni promet 2000., kovanica je izrađena od mjedi dok je sredina kovanice od bakra i nikla.